# Ninox squamipila
Ninox squamipila là một loài chim trong họ Strigidae.